# Dubiecko
Pour la gmina, voir Dubiecko (gmina).
Dubiecko [duˈbjɛt͡skɔ] (yiddish : דיבעצקDubetzk) est un village dans le Powiat de Przemyśl, Voïvodie des Basses-Carpates, dans le sud-est de la Pologne. Il est le siège de la gmina (district administratif) appelée Gmina Dubiecko. Il se trouve à environ 28 kilomètres à l'ouest de Przemyśl et à 36 km au sud-est de la capitale régionale de Rzeszów. Le village a une population de 1150 habitants.

## Histoire
À la suite du premier partage de la Pologne (Traité de Saint-Pétersbourg) en date du 5 juillet 1772, la Galice a été attribuée à la monarchie des Habsbourg. Dubiecko était un village dans le comté Przemyśl (Bezirkshauptmannschaft) en Galicie autrichienne.

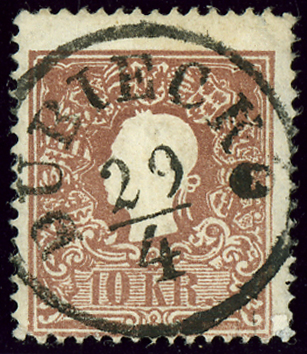
Timbre de l'empire d'Autriche de 1859, oblitéré DUBIECKO.

## Histoire juive
Pendant la Première Guerre mondiale, en 1915, la ville a été capturée par la Russie, durant la fête de Rosh Hashana (nouvel an juif). Certains Juifs ont été tués pendant le saccage qui a suivi. En 1918, les paysans locaux ont attaqué les Juifs et ont pris des biens juifs.
La ville avait environ 1000 Juifs, la plupart hassidiques (ultra-orthodoxes), et plusieurs sionistes religieux.
Le 17 septembre 1939, (pour la communauté juive, durant le jeûne de Guedalia), les soldats allemands sont entrés dans Dubiecko, deux jours après le massacre des Juifs de Dynów le deuxième jour de Roch Hachana (15 septembre 1939). Ils ont attrapé 11 Juifs et les ont tués, ont brûlé les synagogues et de battu les hommes, dont des rabbins qui tentaient de sauver des rouleaux de la Torah.
Une semaine plus tard (veille de la fête de Souccot), le 27 septembre, les Allemands ont ordonné aux Juifs restants de se rassembler sur la place du village. De là, ils ont été conduits à travers la frontière, et la rivière San, tout en étant battus et brutalisés, sur le territoire soviétique. Certains se sont noyés pendant la traversée. Les paysans des deux côtés de la rivière ont volé aux Juifs le peu de biens qu'ils avaient. Certains se sont retrouvés dans Przemyśl, d'autres à Lviv. Beaucoup ont péri sur le chemin. Le jeune Rebbe de la ville a péri avec sa femme dans Przemyśl, après son retour de Jérusalem en Pologne juste avant la guerre. La plupart de ces Juifs ont péri après l'opération Barbarossa en juin 1941, près de deux ans plus tard.

## Source de la traduction
- (en) Cet article est partiellement ou en totalité issu de l’article de Wikipédia en anglais intitulé « Dubiecko » (voir la liste des auteurs).